# Cantó d'Avize
El cantó d'Avize és un cantó francès del departament del Marne, situat al districte d'Épernay. Té 18 municipis i el cap és Avize.

## Municipis
- Avize
- Brugny-Vaudancourt
- Chavot-Courcourt
- Cramant
- Cuis
- Flavigny
- Gionges
- Grauves
- Les Istres-et-Bury
- Mancy
- Le Mesnil-sur-Oger
- Monthelon
- Morangis
- Moslins
- Oger
- Oiry
- Plivot
- Villers-aux-Bois

## Història
| Data d'elecció                           | Identitat        | Partit                           | Qualitat |
| ---------------------------------------- | ---------------- | -------------------------------- | -------- |
| 1945-19..                                | Robert Gilmert   | SFIO                             |          |
| 19..-1979                                | M. Marchand      | MRP, després CD, després UDF-CDS |          |
| 1979-2004                                | Pierre Callot    | RPR                              |          |
| 2004-                                    | Pascal Desautels | UDF, després divers droite       |          |
| les dades anteriors no són pas conegudes |                  |                                  |          |
|                                          |                  |                                  |          |

## Demografia
| A partir de 1990: Població sense dobles comptes |